# Cheliff
Der Cheliff (arabisch وادي الشلف, Wadi ash-Shalif) ist mit einer Länge von 700 Kilometern der längste Fluss Algeriens. 

## Verlauf
Der Talweg des Cheliff nimmt seinen Ursprung an der Nordseite des Saharaatlas, dem an die Sahara grenzenden Teil des Atlasgebirges, bei der Taloase der Kommune Brida in der Provinz Laghouat. Der Oberlauf durchmisst in allgemeiner nordnordöstlicher Richtung das Hochland der Schotts und ist bis zum Stausee des Barrage Boughzoul nacheinander unter drei verschiedenen Namen bekannt, zunächst als Oued Sebgag, dann als Oued Touil und der dritte Teil als Oued Cheliff ab der Mündung des Oued Nahr Ouassel. Sodann durchbricht der Cheliff den Osten der Gebirgskette des Ouarsenis und wendet sich danach in Richtung Westen und durchmisst die weite und wasserreiche Talsenke zwischen dem Ouarsenis im Süden und den Küstengebirgen des Tellatlas im Norden. Schließlich mündet der Cheliff nördlich der Stadt Mostaganem ins Mittelmeer.

## Hydrometrie
Der Wasserstand unterliegt starken Schwankungen, die mitunter durch Bewässerungsmaßnahmen im unteren Flusslauf verursacht werden.
Die Abflussmenge des Cheliff wurde an der hydrologischen Station Sidi Bel Attar bei dem größten Teil des Einzugsgebietes, gemessen (in m³/s).

## Erosion im Einzugsgebiet
Durch die unregelmäßigen Niederschläge und die spärliche Vegetation, sowie das unregelmäßige Relief, gehört Nordwestalgerien zu den Regionen, die am stärksten von Bodenerosion betroffen sind. Im Falle des Cheliff, schwankt die Fracht zwischen 307 und 5453 t Sediment pro km² Einzugsgebiet im Jahr.